# Georg Ludwig Grote
Friedrich Georg Ludwig Grote (* 17. November 1788 in Lüchow; † 1. September 1868 in Wienhausen) war ein deutscher Verwaltungsjurist.

## Leben
Friedrich Georg Ludwig Grote war Sohn des Amtmanns Carl Johann Samuel Grote in Lüchow. Er immatrikulierte sich am 22. April 1807 an der Universität Göttingen und studierte von da an bis 1809 Rechtswissenschaften. Am 18. Januar 1809 gehörte er zum Kreis der Stifter des Corps Hannovera Göttingen. In der Franzosenzeit wurde er 1812 Procureur am Tribunal zu Uelzen. An den Befreiungskriegen nahm er von 1813 bis 1815 als Leutnant im Landwehr-Bataillon Lüchow teil. 1814 wurde er Auditor in Dannenberg, 1816 Amtschreiber und 1818 Amtsassessor in Großburgwedel, danach in den Ämtern in Medingen und Eicklingen, wo er in Wienhausen wohnte. Grote wurde am 24. April 1839 Amtmann und 1853 Oberamtmann im Amt Eicklingen. 1859 ging er in Pension, wohl spätestens mit Auflösung des Amts Eicklingen (30. September 1859).
Grote heiratete in erster Ehe am 4. Mai 1824 in Celle Agnes, geb. Schulze, Tochter des dortigen Bürgermeisters Dr. Friedrich Schulze. Aus dieser Ehe gingen zwei Söhne und eine Tochter hervor. In zweiter Ehe heiratete er am 25. Oktober 1843 in Hannover Johanna, geb. Hornbostel (1794–1875), Tochter des Pfarrers Hermann Hornbostel in Hamburg; diese zweite Ehe blieb kinderlos.